# 彼得·卡法罗夫

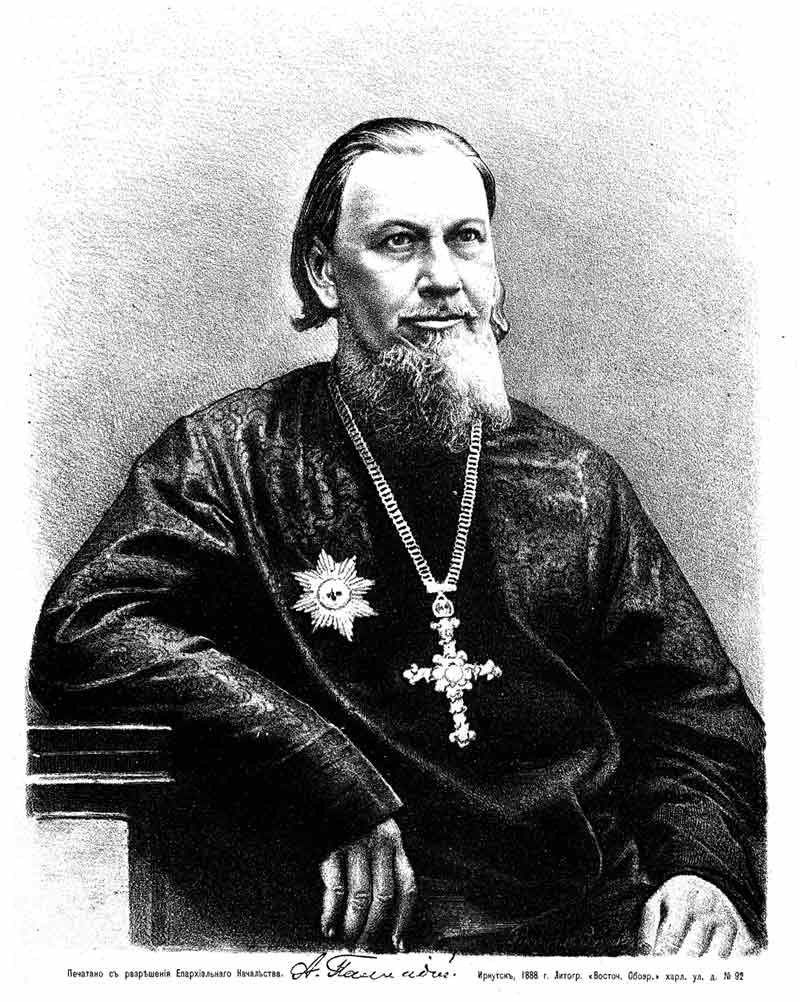
彼得·伊万诺维奇·卡法罗夫

彼得·伊万诺维奇·卡法罗夫（羅馬化：Pyotr Ivanovich Kafarof；1817年9月17日—1878年12月18日），教名巴拉第（羅馬化：Palladiy），俄國的東正教传教士和汉学家。出生于俄罗斯帝国喀山省久舍什明斯克镇（今俄罗斯鞑靼斯坦共和国奇斯托波尔）。

## 著作：
《漢俄合璧韻編》（Китайско-русский словарь）掌院修士巴第遺篇，1888年，北京同文舘 